# إرنست ألي
إرنست ألي (بالإنجليزية: Ernest Alley)‏ هو لاعب كرة قدم أمريكية أمريكي، ولد في 1904، وتوفي في 24 أغسطس 1971 في ناشفيل في الولايات المتحدة بسبب نوبة قلبية.